# Oleśnica (stacja kolejowa)
Oleśnica – główna stacja kolejowa  w Oleśnicy, w województwie dolnośląskim, w Polsce. Według klasyfikacji PKP ma kategorię dworca regionalnego.

## Opis
Budynek znajduje się przy ulicy Kolejowej. Do dworca kolejowego można dojechać autobusami Oleśnickiej Komunikacji Miejskiej o numerach 2, 3 i 11. Wewnątrz jedna kasa biletowa, toalety, ogrzewany hall oraz pomieszczenie ochrony dworca. Perony zadaszone są halą dworcową opartą na filarach, z wyjątkiem pierwszego, który zakryty jest wiatą.
Stacja posiada dużą bocznicę (grupę towarową). Przez stację przebiega linia do Kępna, która jest aktualnie remontowana i ma być otworzona w 2026 roku, Kluczborka przez Bierutów i Namysłów. Obecnie (stan na marzec 2025) ruch pasażerski obsługują jedynie pociągi osobowe. Do dyspozycji pociągów jest 7 krawędzi peronowych (tylko peron I jest jednokrawędziowy). Przejście między peronem 1 i 2 naziemne (przejście podziemne pomiędzy wymienionymi peronami zamknięte z uwagi na zły stan techniczny), na dalsze perony przejście podziemne. Istnieje drugi, niedostępny tunel towarowy, w którym umieszczono windy na każdy peron oraz jedną z szybem w budynku stacyjnym. Za peronami, od strony wschodniej, przejazd techniczny w poziomie szyn. Umożliwia on osobom niepełnosprawnym dostanie się do pociągu. Na peronie III znajduje się nieczynny posterunek dyżurnego ruchu peronowego.
Stacja jest stacją graniczną tzw. dużej aglomeracji wrocławskiej Dolnośląskiej Kolei Aglomeracyjnej. W zakresie przewozów pasażerskich obsługują ją Polregio i Koleje Dolnośląskie.

## Ruch pasażerski
| Rok  | Wymiana roczna | Wymiana pasażerska na dobę | miejsce w Polsce |
| ---- | -------------- | -------------------------- | ---------------- |
| 2017 | 621 000        | 1 700                      |                  |
| 2018 | 694 000        | 1 900                      |                  |
| 2019 | 949 000        | 2 600                      | 146              |
| 2020 | 549 000        | 1 500                      | 152              |
| 2021 | 767 000        | 2 100                      | 129              |
| 2022 | 1 132 000      | 3 100                      | 109              |
| 2023 | 1 278 000      | 3 500                      | 106              |

## Galeria

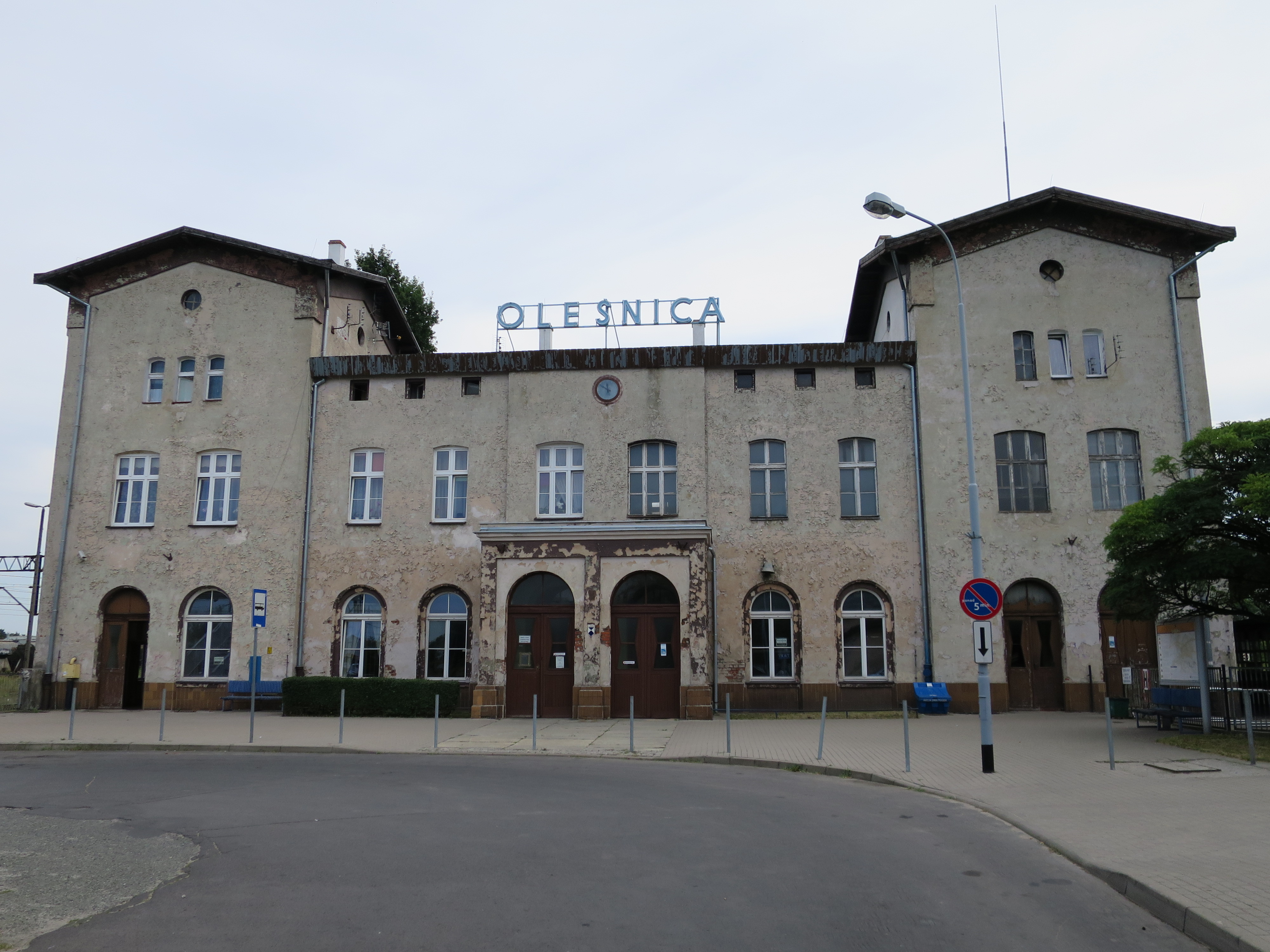
Budynek dworcowy od frontu
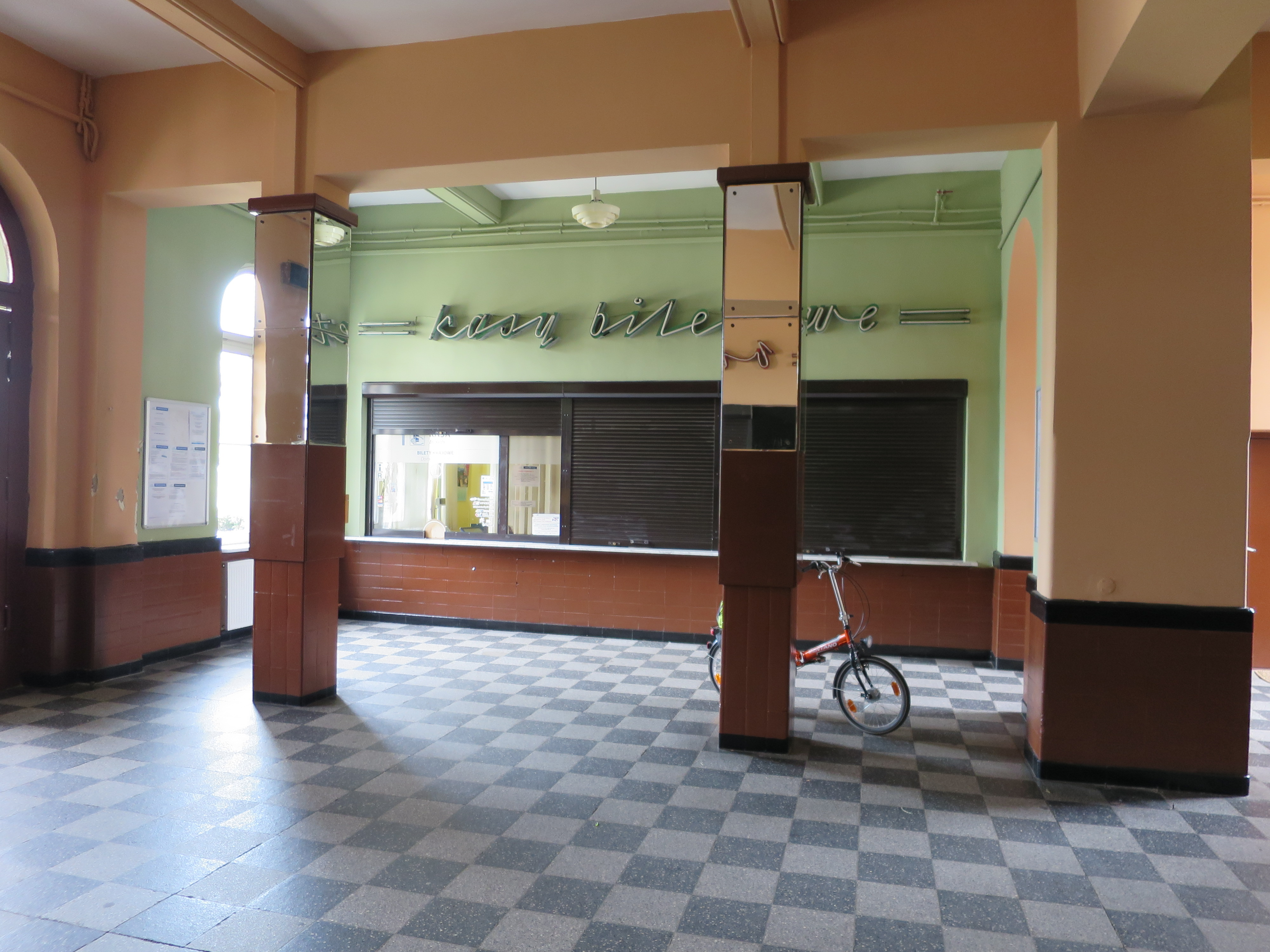
Kasy biletowe
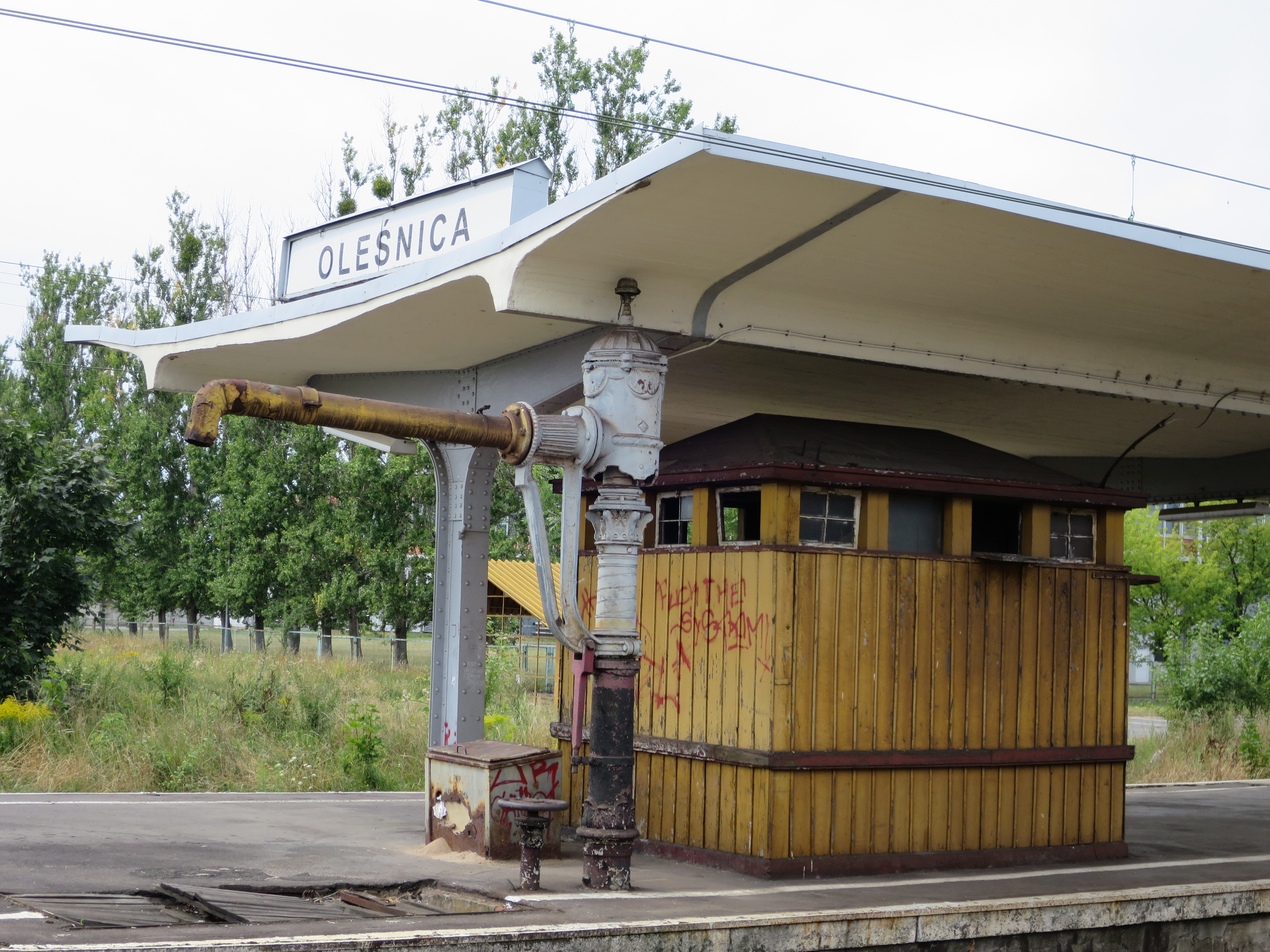
Wiata peronowa
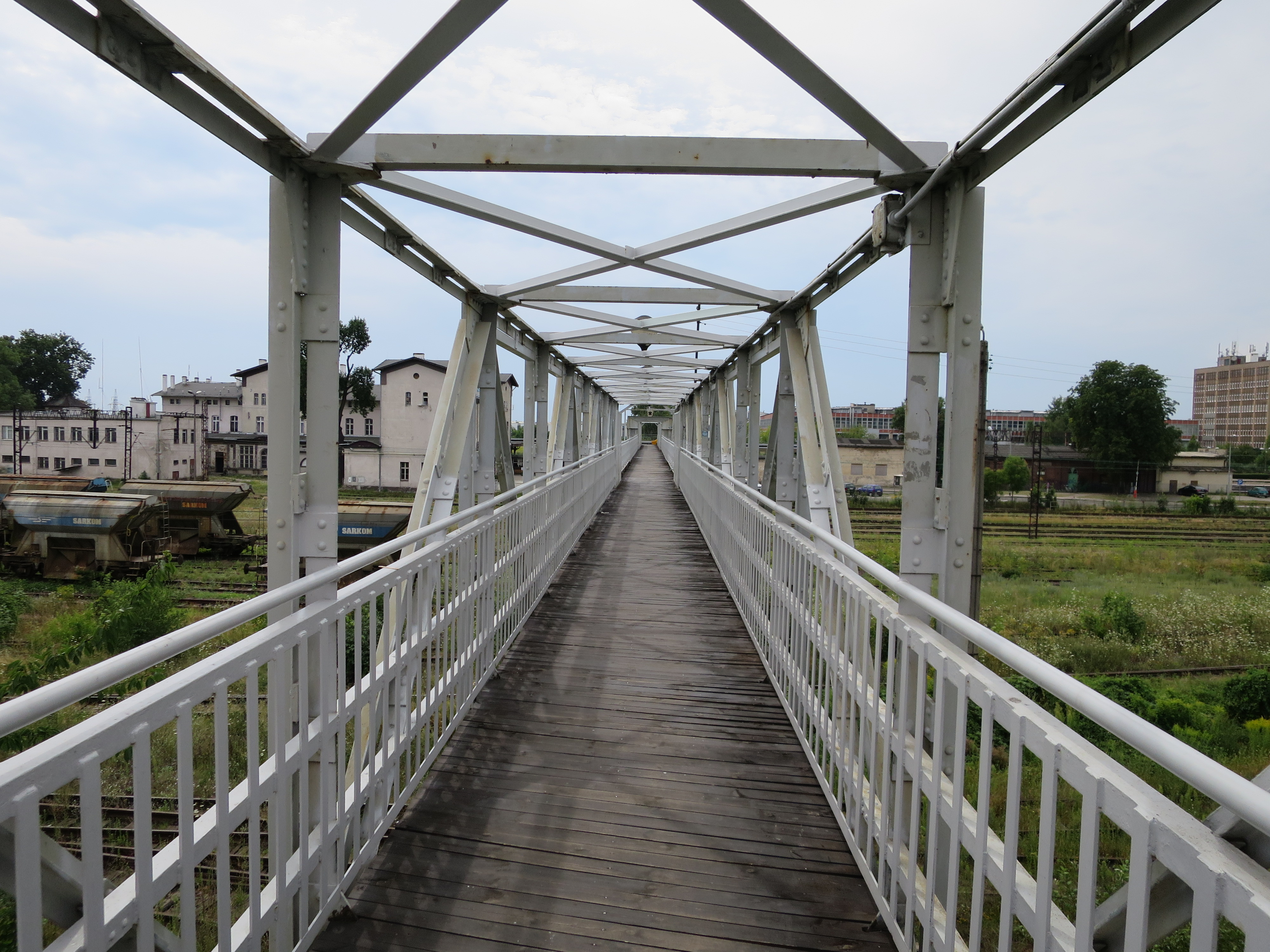
Kładka nad torami